# George E.P. Box
George E.P. Box, född 18 oktober 1919 i Gravesend, Kent, död 28 mars 2013 i Madison, Wisconsin, var en brittisk statistiker. Box är ett av de största namnen inom 1900-talets matematiska statistik, tillika en av förgrundsgestalterna inom kvalitetstekniken.
Box, ursprungligen kemiingenjör, blev intresserad av statistiska metoder då han under andra världskriget arbetade i den brittiska armén och där kom i kontakt med statistiska problem. Han arbetade senare bland annat inom kemikoncernen ICI, innan han helt övergick till akademisk forskning, undervisning och författande. Han har främst verkat som professor i statistik vid University of Wisconsin i Madison. 
Box främsta insatser ligger inom området statistisk försöksplanering; Statistics for Experimenters, som han skrev tillsammans med W.G. och J.S. Hunter, är en av de centrala källskrifterna inom detta område. Han har dock även studerat bland annat teorin för tidsserieanalys och statistisk slutledning i allmänhet.
Under de senaste decennierna har Box breddat sitt intresse till att omfatta kvalitetsutveckling på ett mer allmänt plan, bland annat som forskningsdirektör vid Center of Quality and Productivity vid University of Wisconsin-Madison.
Box är upphovsman till nedanstående tänkvärda ord, som är viktiga att beakta vid alla typer av statistisk modellering:
"All models are wrong. Some are useful."